# Charlotte Sting 2002
La stagione 2002 delle Charlotte Sting fu la 6ª nella WNBA per la franchigia.
Le Charlotte Sting vinsero la Eastern Conference con un record di 18-14. Nei play-off persero la semifinale di conference con le Washington Mystics (2-0).

## Roster
| N° | Naz.                   | Ruolo | Sportivo           | Anno | Alt. | Peso |
| -- | ---------------------- | ----- | ------------------ | ---- | ---- | ---- |
| 3  | Stati Uniti (bandiera) | C     | Summer Erb         | 1977 | 198  | 109  |
| 5  | Stati Uniti (bandiera) | G     | Dawn Staley        | 1970 | 168  | 61   |
| 7  | Stati Uniti (bandiera) | C     | Shalonda Enis      | 1974 | 185  | 84   |
| 8  | Stati Uniti (bandiera) | G     | Kelly Miller       | 1978 | 178  | 64   |
| 11 | Stati Uniti (bandiera) | G     | Erin Buescher      | 1979 | 188  | 82   |
| 13 | Stati Uniti (bandiera) | G     | Tonya Edwards      | 1968 | 178  | 73   |
| 15 | Russia (bandiera)      | AC    | Ėlen Šakirova      | 1970 | 191  | 86   |
| 20 | Stati Uniti (bandiera) | G     | Keisha Anderson    | 1974 | 170  | 57   |
| 21 | Stati Uniti (bandiera) | GA    | Allison Feaster    | 1976 | 180  | 76   |
| 25 | Stati Uniti (bandiera) | C     | Shantia Owens      | 1978 | 188  | 79   |
| 31 | Stati Uniti (bandiera) | G     | Sheila Lambert     | 1980 | 170  | 57   |
| 32 | Stati Uniti (bandiera) | G     | Andrea Stinson     | 1967 | 178  | 72   |
| 44 | Stati Uniti (bandiera) | A     | Charlotte Smith    | 1973 | 183  | 67   |
| 55 | Canada (bandiera)      | C     | Tammy Sutton-Brown | 1978 | 193  | 90   |

## Staff tecnico
- Allenatore: Anne Donovan
- Vice-allenatori: Trudi Lacey, Cheryl Reeve
- Preparatore atletico: Tamara Poole
- Preparatore fisico: Chip Sigmon